# أندريه مانويل
أندريه مانويل (بالهولندية: André Manuel)‏ هو مؤلف وملحن هولندي، ولد في 1966 في Diepenheim ‏ في هولندا.

## وصلات خارجية
- الموقع الرسمي
- أندريه مانويل على موقع IMDb (الإنجليزية)
- أندريه مانويل على موقع ميوزك برينز (الإنجليزية)
- أندريه مانويل على موقع ديسكوغز (الإنجليزية)
- أندريه مانويل على موقع قاعدة بيانات الفيلم (الإنجليزية)